# Kosternik leśniak
Kosternik leśniak (Carterocephalus silvicola) – motyl dzienny z rodziny powszelatkowatych.

## Wygląd
Rozpiętość skrzydeł od 26 do 28 mm. Dymorfizm płciowy wyraźnie zaznaczony na wierzchniej stronie skrzydeł.

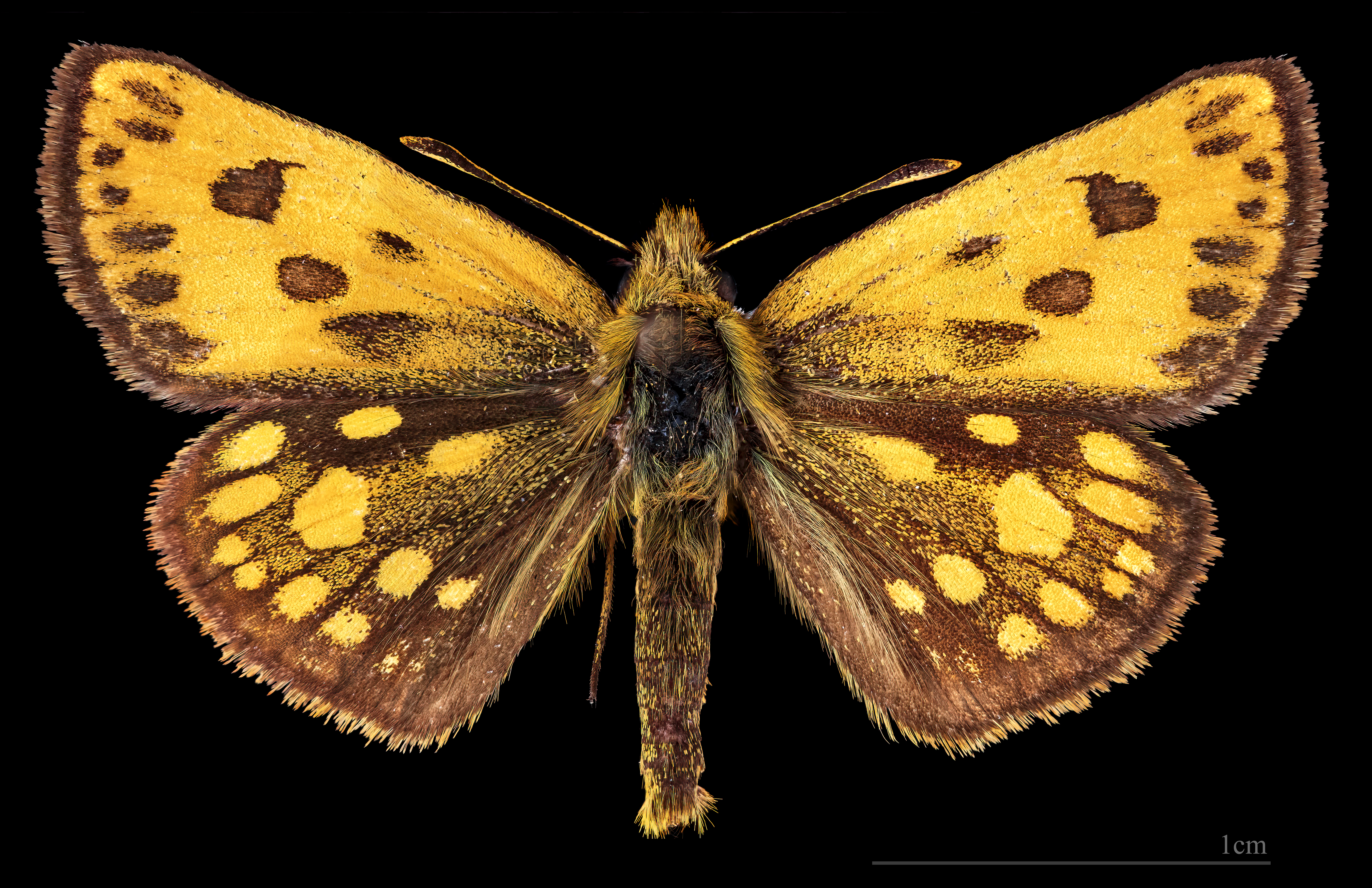
Carterocephalus silvicola ♂
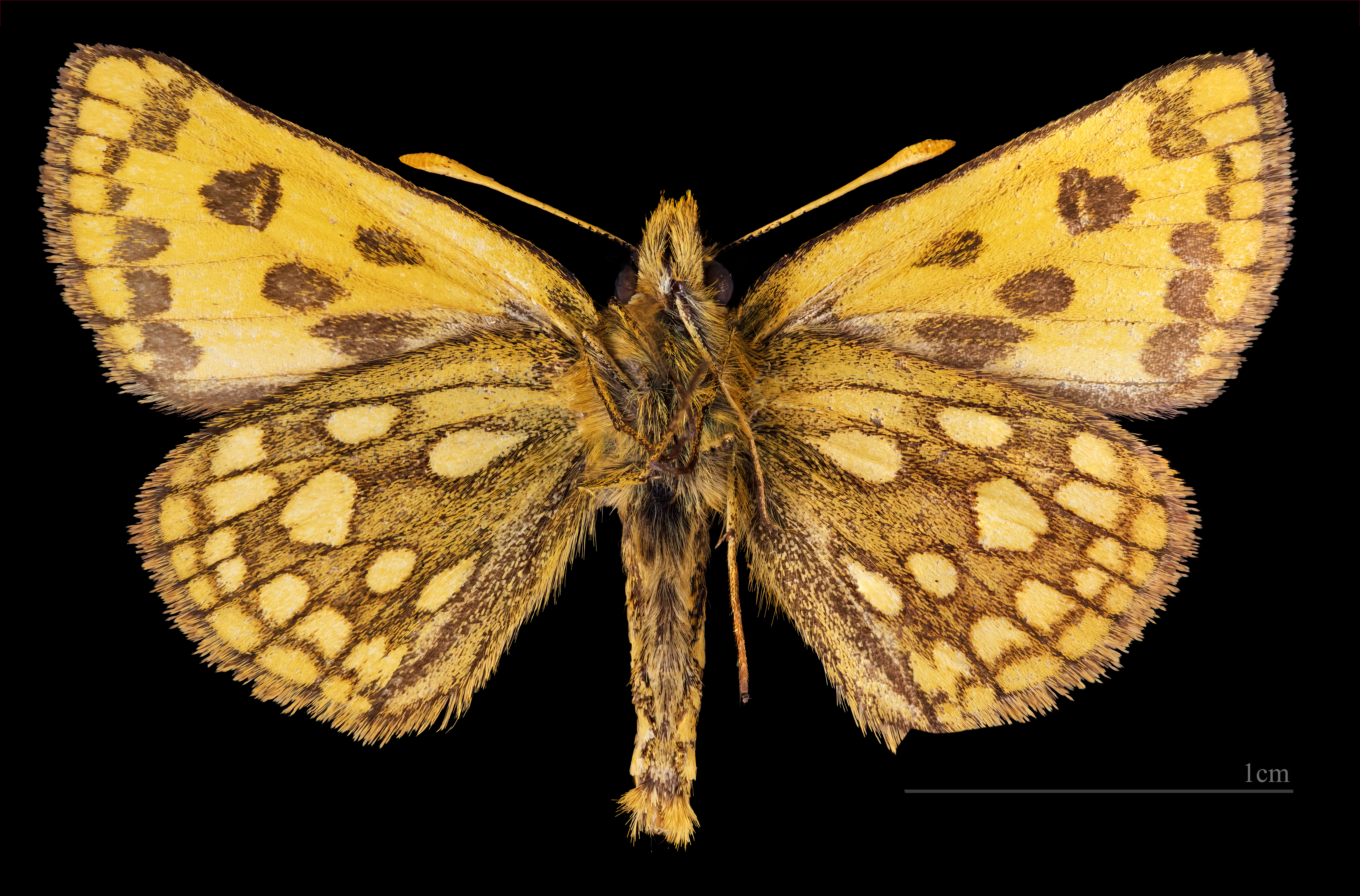
♂ △
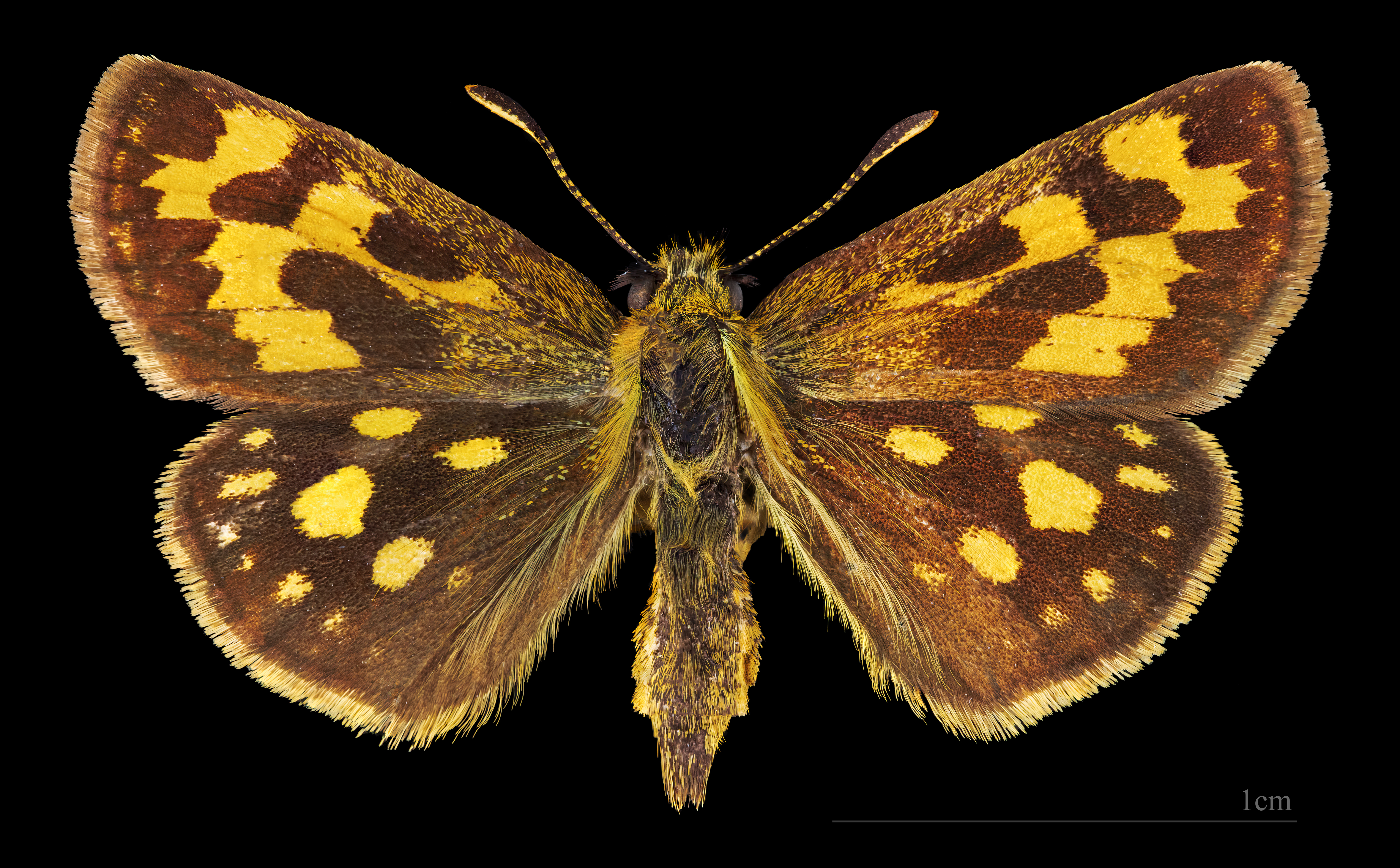
♀
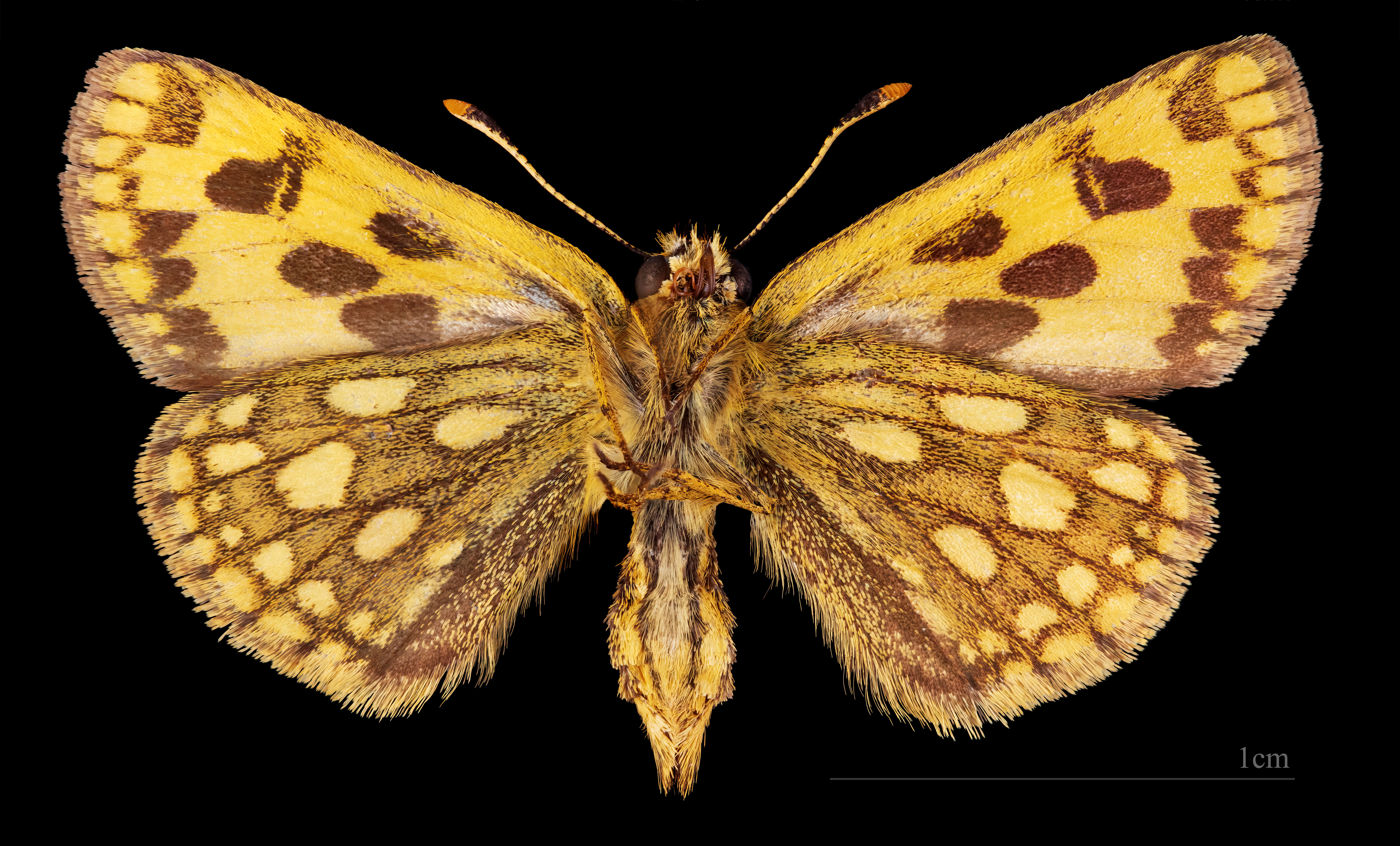
♀ △

## Siedlisko
Wilgotne polany i drogi w lasach liściastych; skraje lasów, zarośla.

## Biologia i rozwój
Wykształca jedno pokolenie w roku (połowa maja-koniec czerwca). Rośliny żywicielskie: szerokolistne trawy, najczęściej trzcinnik lancetowaty, prosownica rozpierzchła, kłosownica leśna. Jaja składane są pojedynczo na wierzchniej stronie liści rośliny żywicielskiej. Larwy wylęgają się po 2 tygodniach. Stadium poczwarki 3-4 tygodnie.

## Rozmieszczenie geograficzne
Gatunek eurosyberyjski, występuje w całej Polsce, najliczniej na północnym wschodzie.